# Episcythrastis tetricella
Episcythrastis tetricella är en fjärilsart som först beskrevs av Denis och Ignaz Schiffermüller 1775.  Episcythrastis tetricella ingår i släktet Episcythrastis, och familjen mott. Arten är reproducerande i Sverige.